# Escut de Sant Boi de Lluçanès

Escut oficial de Sant Boi de Lluçanès

L'escut de Sant Boi de Lluçanès representa els elements tradicional del poble: la mitra i el bàcul de sant Baldiri, bisbe del segle xi i patró de Sant Boi de Lluçanès, i la palma fa referència a la vida eremítica que va dur en els seus últims anys.

## Escut heràldic
L'escut té el següent blasonament oficial:
| « | Escut caironat: de porpra, una palma de sinople i un bàcul de bisbe d'or, passats en sautor; ressaltant sobre el tot una mitra d'argent embellida d'or. Per timbre, una corona de poble. | » |

Va ser aprovat el 14 de gener del 2004 i publicat al DOGC l'1 de març del mateix any amb el número 4081.

## Bandera de Sant Boi de Lluçanès
La bandera oficial de Sant Boi de Lluçanès incorpora un bàcul estilitzat com a símbol heràldic. Té la següent descripció:
| « | Bandera apaïsada, de proporcions dos d'alt per tres de llarg, porpra, amb la síntesi d'un bàcul groc situada al tercer terç vertical. | » |